# Spectre (film, 1987)
Pour les articles homonymes, voir Spectre.
Pour plus de détails, voir Fiche technique et Distribution.
Spectre (Spettri) est un film d'épouvante fantastique italien réalisé par Marcello Avallone et sorti en 1987.

## Synopsis
Pendant les fouilles du métro de Rome, l'effondrement d'un mur met au jour une nécropole souterraine. Quatre archéologues, Lasky, Barbara, Marcus et Andrea, se rendent sur le site dans l'espoir de trouver le tombeau de Domitien et deviennent les victimes des forces maléfiques du sarcophage profané.

## Fiche technique
- Titre français : Spectre
- Titre original italien : Spettri[1]
- Réalisation : Marcello Avallone
- Scénario : Marcello Avallone, Dardano Sacchetti, Andrea Purgatori (it), Maurizio Tedesco (it)
- Photographie : Silvano Ippoliti (it)
- Montage : Adriano Tagliavia
- Musique : Lele Marchitelli (it), Danilo Rea
- Effets spéciaux : Barbara Morosetti, Sergio Stivaletti
- Décors : Carmelo Agate
- Costumes : Paola Collacciani Bonucci, Maurizio Marchitelli
- Production : Maurizio Tedesco
- Société de production : Reteitalia, Trio Cinema & Televisione
- Pays de production :  Italie
- Langue originale : anglais
- Format : Couleurs - Son Dolby stéréo
- Genre : Film d'épouvante fantastique
- Durée : 92 minutes
- Date de sortie : 
  - Italie : 7 mai 1987

## Distribution
- John Randolph Pepper : Marcus
- Trine Michelsen (da) : Alice
- Donald Pleasence : Professeur Lasky
- Massimo De Rossi (it) : Matthew
- Riccardo De Torrebruna : Andrea
- Lavinia Grizi : Barbara
- Riccardo Parisio Perrotti : Gaspare
- Giovanni Bilancia
- Matteo Gazzolo
- Laurentina Guidotti (it) : Maria
- Erna Schürer : guide des catacombes
- Giovanni Tamberi

## Production
Spectre est le quatrième long métrage de Marcello Avallone après son troisième film Cugine mie (it) sorti dix ans plus tôt. Le réalisateur commence à s'intéresser aux films d'épouvante lors d'un séjour aux États-Unis en 1980. Avec l'aide du producteur Maurizio Tedesco, frère de l'actrice Paola Tedesco, il entreprend donc de développer un film d'épouvante destiné aux marchés étrangers.
Avallone travaille sur le scénario avec Andrea Purgatori, journaliste au Corriere della Sera,. Bien que mentionné au générique, Dardano Sacchetti participe peu au film, dans le rôle de script doctor, les producteurs n'étant pas convaincus par le scénario initial. Sacchetti et les autres scénaristes se disputent pendant une semaine, avant qu'ils ne lui disent : « Nous te payons toutes les taxes, mais laisse-nous notre film ».
Spectre a été réalisé en neuf semaines et tourné en anglais. Parmi les acteurs, John Randolph Pepper, qui avait travaillé comme assistant réalisateur sur les films Le Monde selon Garp (1982) et S.O.S. Fantômes (1984), a été choisi principalement pour son anglais courant, et ce fut son seul rôle principal.